# Нематеријално културно наслеђе Италије
Нематеријално културно наслеђе Италије обухвата традиционална знања и вештине које чувају различите заједнице које живе у Италији. Традиционална знања и вештине укључује фестивале, музику, представе, прославе, рукотворине и усмену традицију.
Године 2003. Унеско је усвојио Конвенцију о заштити нематеријалног културног наслеђа, а коју је Италија ратификовала 2007. године. Конвенција обухвата низ процедура за идентификацију, документовање, очување, заштиту, промоцију и унапређење нематеријалног културног добра.
Конвенцијом су успостављене две листе нематеријалних добара:
- Репрезентативна листа нематеријалног културног наслеђа човечанства, која помаже да се покаже разноврсност нематеријалног наслеђа и подигне свест о његовом значају;
- Списак нематеријалног културног наслеђа коме је потребна хитна заштита, који има за циљ да мобилише међународну сарадњу и пружи помоћ заинтересованим странама да предузму одговарајуће мере.

Сем те две листе, формиран је и Регистар најбољих пракси заштите који садржи програме, пројекте и активности који најбоље одражавају принципе и циљеве Конвенције.
На Унескову листу нематеријалног културног наслеђа, до половине 2022. године уврштено је 15 елемената.

## Елементи нематеријалног културног наслеђа Италије уписани на Унескову листу
| #  | Елеменат                                                     | Година уписа | Коментар | Слика/снимак |
| -- | ------------------------------------------------------------ | ------------ | --- | ------------ |
| 1  | Canto a tenore                                               | 2008         | Canto a tenore је врста вишегласног народног певања која потиче из пастирских обичаја централне регије Барбагија, а данас се проширио по целој Сардинији. |              |
| 2  | Сицилијанско позориште лутака                                | 2008         | Сицилијанско позориште лутака, познато као Opera dei Pupi, је познато италијанско луткарско позориште које приказује средњовековна књижевна дела. Појавило се на Сицилији почетком 19. века и уживало је велики успех међу радничком класом. Луткари су причали приче засноване на средњовековној витешкој литератури и другим изворима, као што су италијанске песме ренесансе, животи светаца и приче озлоглашених разбојника.            |              |
| 3  | Традиционална израда виолина у Кремони                       | 2012         | Традиционална израда виолина у Кремони је веома цењен занат који се састоји у изради и обнављању гудачких (виолина, виола, виолончела, контрабаса и др.) и жичаних инструмената (гитара, бас, мадолина и др.). |              |
| 4  | Медитеранска исхрана                                         | 2013         | Медитеранска исхрана укључује скуп вештина, знања, ритуала, симбола и традиција које се тичу усева, жетве, риболова, сточарства, конзервације, обраде, кувања, а посебно конзумирања хране. Нематеријално културно наслеђе је поред Италије и Кипра, Хрватске, Грчке, Марока, Шпаније и Португала. |              |
| 5  | Прославе процесија великих структура на раменима             | 2013         | Прославе процесија великих структура на раменима су католичке прославе које се одржавају широм Италије, али посебно у четири историјска градска средишта: у Ноли, Палми, Сасари и Витербу. |              |
| 6  | Рачвасти узгој винове лозе на Пантелерији                    | 2014         | Рачвасти узгој винове лозе на Пантелерији је древни и традиционални облик узгоја винове лозе у малим виноградима острва Пантелерија, на Сицилији. |              |
| 7  | Вештина напуљских пица мајстора                              | 2017         | Вештина напуљских пица мајстора је вештина прављења Наполитане, врста пице која се прави од парадајза и моцарела сира. Уметност напуљског прављења пице је кулинарска пракса која се састоји од четири различите фазе које се односе на припрему теста и његово печење у пећи на дрва. Елемент потиче из Напуља, главног града регије Кампанија.                                                                                            |              |
| 8  | Сувозид                                                      | 2018         | Уметност сухозида, знања и технике (градња сухозида) је део народне архитектура, која градњу заснива без употребе везива, односно градњу на сувом. Нематеријално културно наслеђе је поред Италије и Хрватске, Кипра, Француске, Словеније, Шпаније и Швајцарске. |              |
| 9  | Целестински опроштај                                         | 2019         | Целестински опроштај је прослава опроштаја инспирисана Папом Целестином V који је издао историјску „Булу“ као акт партнерства међу локалним становништвом. Традиција која се одвија у граду и провинцији Л'Аквила обухвата низ ритуала и прослава који се непрекидно преносе од 1294. |              |
| 10 | Трансхумација                                                | 2019         | Трансхумација или трансхумантно сточарство представља сезонско кретање људи и стоке између сталних летњих и зимских пашњака, што је типично за Медитеран. Нематеријално културно наслеђе је поред Италије и Аустрије и Грчке. |              |
| 11 | Алпинизам                                                    | 2019         | Планинарење (алпинизам) је сет активности које обухватају успон уз планину, при чему је један од главних циљева освајање врха. Нематеријално културно наслеђе је поред Италије и Француске и Швајцарске. |              |
| 12 | Уметност израде стаклених перли                              | 2020         | Уметност израде стаклених перли је вештина прављења перли од стакла у Италији и Француској. То је техника којом се стакло обликује ватром. Нематеријално културно наслеђе је поред Италије и Француске. |              |
| 13 | Извођачка уметност и традиција свирања хорне                 | 2020         | Рог или хорна је лимени дувачки музички инструмент од конусне, кружно вишеструко увијене цијеви са преградним вентилима, која започиње малим уским лијевком (наусник), а завршава већим, звоноликим проширењем. Уметност свирања на хорни, инструменталне технике и друштвени значај овог инструмента осим у Италији, уврштен је на репрезентативну листу нематеријалног културног наслеђа човечанства у Француској, Белгији и Луксембургу. |              |
| 14 | Соколарство                                                  | 2021         | Соколарство је лов помоћу соколова и сродних птица грабљивица (јастреб, кобац, орао) и дресирање птица за лов. Нематеријално културно наслеђе је поред Италије и Арапских Емирата, Аустрије, Белгије, Чешке, Француске, Немачке, Мађарске, Казахстана, Републике Кореје, Монголије, Марока, Пакистана, Португала, Катара, Саудијске Арабије, Шпаније, Републике Сирија Арапа, Хрватске, Ирске, Киргистана, Холандије, Пољске и Словачке.    |              |
| 15 | Лов и вађење тартуфа у Италији, традиционално знање и пракса | 2021         | Лов и вађење тартуфа у Италији, традиционално знање и пракса је скуп знања и пракси који се усмено преноси вековима. Постоје два корака до лова на тартуфе: лов и вађење. |              |
|    |                                                              |              | |              |